# Jarra de Tragliatella

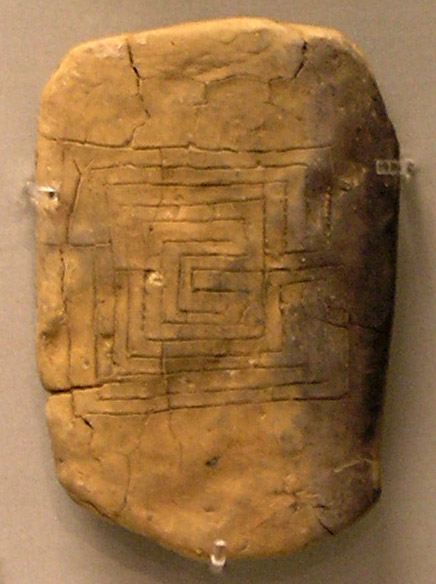
Laberinto pintado sobre una tablilla del templo de Pilos

El Enócoe de Tragliatella (en griego οἰνοχόη oinokhóē, del griego antiguo οἶνος oĩnos, ‘vino’, y χέω khéō, ‘verter’) es un enócoe etrusca de cerámica de finales del siglo VII a. C., en cuyas paredes tiene representada una escena de carácter religioso vinculada tanto al mito de Teseo como a la ciudad de Troya y al origen del huevo de Pascua. Dicho enócoe se encuentra en la actualidad en uno de los museos Capitolinos.

## Representación del enócoe de Tragliatella
En uno de sus lados puede verse el dibujo de dos soldados a caballo, ambos armados con escudos con símbolos de aves. El primer soldado es acompañado en su montura por una figura de carácter antropomorfa, mientras que el segundo jinete cabalga solo y armado asimismo con un escudo. Detrás de los dos jinetes puede observarse un laberinto con la palabra "TRUIA" (Troya) escrita en su interior. Completando el dibujo se encuentran dos parejas en aparente acto sexual y una mujer con túnica y uno de sus brazos en jarra.
Por el otro lado del enócoe puede verse un desfile de a pie con varios soldados armados con tres lanzas cada uno y escudos en cuyo interior se ve la imagen de un jabalí. El cortejo es precedido por una figura masculina, posiblemente un rey, desarmado que camina de la mano junto a una niña. En la mano izquierda el rey lleva un huevo. Una mujer sale al encuentro de esta procesión ataviada de igual manera que la niña, con uno de sus brazos en jarra y con la otra mano ofreciéndole al rey un fruto.
El dibujo del enócoe fue reproducido en 1979 en el libro "Los petroglifos gallegos" de Vázquez Varella y Antonio de la Peña y también en los tres artículos sobre laberintos que Ramón Sobrino (hijo) publicara en la revista "Fundación Martins Sarmento de Guimaraes"

## Interpretaciones de la pintura
El significado de las figuras representadas en el enócoe ha sido ampliamente discutido, y se cree que podría estar relacionado con alguna operación militar en la ciudad de Troya. En el quinto libro del poema épico la Eneida de Virgilio, se sugiere que es el hijo del troyano Eneas, Ascanio o Lulo quien introduce en Roma una competencia deportiva llamada "el juego de Troya".
El juego consiste en una especie de desfile o baile, donde algunos de los participantes parecen haber ido montados a caballo.
Virgilio hace una comparación entre los complicados movimientos de esta danza y la convulsionada forma del laberinto cretense.
Otras fuentes relacionan a esta danza con la ejecutada por Teseo y sus allegados en la isla de Delos. Esta danza recibe el nombre de Géranos y era también bailada en Creta.
Uno de los primeros laberintos que puede ser fechado con exactitud se encuentra en una tablilla de arcilla del palacio de Pilos, al sur de Grecia. La tablilla se conservó tras el incendio que sufrió el palacio en 1200 a. C. En la Ilíada, el rey Néstor de Pilos junto a Menelao coparticipan en el asedio a la ciudad de Troya.
Para el escritor y estudioso de los mitos Robert Graves, la imagen del enócoe de Tragliatella representaría al rey sagrado y su sucesor huyendo del laberinto. El desfile a pie se dirige en dirección al Sol y es encabezado por el rey sagrado desarmado. Siete hombres lo escoltan y llevan cada uno tres jabalinas y un escudo con la imagen de un jabalí. El sucesor del rey, armado con una lanza, va a la retaguardia. Estos siete hombres representan los siete meses gobernados por el sucesor del rey, que caen entre la cosecha de las manzanas y la Pascua de Resurrección, mientras que el jabalí es su insignia familiar.
La escena tiene lugar el día de la muerte ritual del rey y la diosa Luna ha salido a su encuentro (una terrible figura femenina con túnica y un brazo en jarra amenazante). Con su otro brazo le ofrece una manzana que es el pasaporte al Paraíso. Las tres jabalinas que llevan cada uno de los acompañantes representan a la muerte.
Sin embargo, al rey lo acompaña una pequeña figura femenina con túnica igual que la otra. Se puede decir que es la princesa Ariadna, que ayudó a Teseo a salir del laberinto mortal de Cnosos. El rey, como contrahechizo a la manzana, muestra un huevo de Pascua, el huevo de la resurrección. La Pascua era la época en que se realizaban las danzas en la ciudad de Troya, en los laberintos de césped de Gran Bretaña y también en Etruria.
Un huevo etrusco de traquita negra pulimentada encontrado en Perusa, con una flecha en relieve a su alrededor, es este mismo huevo.
En cuanto a los jinetes, el primero porta un escudo con el dibujo de una perdiz y un demonio de la muerte con figura antropomorfa se posa detrás de él. El segundo jinete lleva una lanza y también un escudo, aunque con el dibujo de un pato. Tras los dos jinetes se halla un dibujo laberíntico.